# Ukonsaari
Ukonsaari (Inari-Samisch:Äijih) is een eiland in het Inarimeer in Fins Lapland. Het eiland is volgens de lokale Sami-bevolking een belangrijk heilig natuurlijk altaar en er werden tot aan de 19e eeuw nog offers gebracht. De naam van de god Ukko is daarom in de Finse naam verwerkt. 
Het hoogste punt van het eiland is 30 meter en het eiland is 50 meter breed en 100 meter wijd. Het ligt zo'n 11 meter van Inari af en het Sami-museum Siida organiseert alle bezoeken aan het eiland.
Het eiland staat op de Finse nominatielijst voor werelderfgoederen.